# Maceo (ort i Colombia, Antioquia, lat 6,55, long -74,79)
Maceo är en ort i Colombia.   Den ligger i departementet Antioquía, i den centrala delen av landet, 230 km norr om huvudstaden Bogotá. Maceo ligger 951 meter över havet och antalet invånare är 3 109.
Terrängen runt Maceo är kuperad söderut, men norrut är den platt. Runt Maceo är det ganska glesbefolkat, med 23 invånare per kvadratkilometer. Närmaste större samhälle är Yalí, 14,6 km norr om Maceo. Omgivningarna runt Maceo är en mosaik av jordbruksmark och naturlig växtlighet.